# Karczewnik
Karczewnik – jezioro w woj. wielkopolskim, w pow. chodzieskim, w mieście Chodzież (na Karczewniku), leżące na terenie Pojezierza Chodzieskiego.

## Charakterystyka
Jest to jezioro polodowcowe w kształcie oczka polodowcowego. Od zachodu jezioro jest połączone ciekiem wodnym z Jeziorem Strzeleckim, a od strony północnej rzeką Bolemką z Jeziorem Chodzieskim.
Na wschód od jeziora przebiega linia kolejowa nr 354 łącząca Piłę z Poznaniem.

## Morfometria
Powierzchnia zwierciadła wody według różnych źródeł wynosi od 32,5 ha przez 33,2 ha do 34,53 ha.
Zwierciadło wody położone jest na wysokości 60,8 m n.p.m.. Średnia głębokość jeziora wynosi 3,8 m, natomiast głębokość maksymalna 6,5 m.
W oparciu o badania przeprowadzone w 2005 roku wody jeziora zaliczono do III klasy czystości i III kategorii podatności na degradację.